# Zbigniew Brzeziński

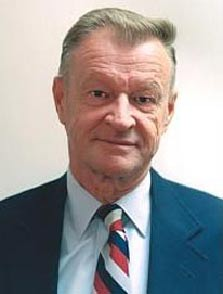
Zbigniew Brzeziński

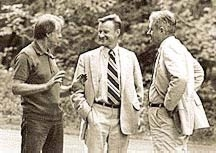
V.l.n.r. president Carter, Brzeziński en minister van buitenlandse zaken Vance in Camp David in 1977.

Zbigniew Kazimierz Brzeziński (Warschau, 28 maart 1928 - Falls Church, 26 mei 2017) was een Pools-Amerikaans politiek wetenschapper. Naast Henry Kissinger en Samuel Huntington werd hij beschouwd als een grijze eminentie onder de Amerikaanse geostrategen.

## Leven en werk
Brzeziński's vader was een Poolse diplomaat die vanaf 1938 in Montreal gestationeerd was en daar als vluchteling met zijn gezin bleef na de Duitse en Russische inval in Polen in 1939, zodat Zbigniew de Tweede Wereldoorlog doorbracht in Canada. Na 1945 ging hij in de VS studeren. Hij promoveerde in 1953 aan de Harvard-universiteit. In de jaren zestig was hij adviseur van president Lyndon B. Johnson.
Brzeziński werd vooral bekend als nationaal veiligheidsadviseur van de Democraat Jimmy Carter tijdens diens ambtsperiode als President van de Verenigde Staten van 1977 tot 1981. Hij speelde een belangrijke rol bij onder meer de onderhandelingen voor de Camp Davidakkoorden tussen Egypte en Israël in 1978. Ook stond hij president Carter bij in de Iraanse gijzelingscrisis van 1979-1981. 
Hij was verbonden aan Amnesty International, de Council on Foreign Relations, de Atlantic Council, de National Endowment for Democracy en Freedom House. Hij was een directeur van de Trilaterale Commissie. Brzeziński was hoogleraar Amerikaanse buitenlandse politiek aan de School of Advanced International Studies van de Johns Hopkins-universiteit in Baltimore. Hij was ook verbonden aan het Centre for Strategic and International Studies in Washington en adviseerde Amerikaanse en internationale ondernemingen. Ook schreef hij boeken en artikelen.
Toen de Republikeinse senator John McCain in 2000 in de race was om de conservatieve presidentskandidaat te worden, was Brzezinski zijn buitenlandadviseur. Acht jaar later, in 2008, was hij buitenlandadviseur van de nieuwe Amerikaanse president, de Democraat Barack Obama, die het in de verkiezingen opnam tegen dezelfde John McCain.

## Geopolitieke waarschuwingen en voorspellingen
Als geopolitiek analyst tracht Brzezinski in zijn werk toekomstige knelpunten in de internationale politiek aan te wijzen. In zijn in 2012 verschenen Strategic Vision - America and the Crisis of Global Power vermeldt hij een aantal geopolitiek gezien bedreigde staten (endangered states) waar de vrede of waarvan volgens hem zelfs het bestaan in gevaar dreigt te komen, met name bij een tanende macht van de Verenigde Staten.  Tevens wijst hij op een aantal potentiële conflicthaarden in Azië. 
Als belangrijkste endangered states noemt hij de volgende landen: 
- Georgië [2]
- Taiwan [3]
- Zuid-Korea [4]
- Wit-Rusland [5]
- Oekraïne [6]
- Afghanistan [7]
- Pakistan [8]
- Israël, en ook het ruimere Midden-Oosten (Greater Middle East) [9]

Als potentiële conflicthaarden in Azië noemt hij :
- de onderlinge rivaliteit om een invloedssfeer tussen Rusland en China
- Kasjmir
- Arunachal Pradesh
- de Paracel-eilanden en de Spratly-eilanden
- Taiwan
- de Senkaku/Daoyu-eilanden
- het Koreaans schiereiland
- de Straat van Malakka.

## Persoonlijk
Brzeziński was getrouwd met de beeldhouwster van Tsjechisch-Zwitserse afkomst Emilie Benes Brzeziński. Hun zoon Mark Brzeziński was, net als zijn vader, in 2008 adviseur van Obama, terwijl de andere zoon Ian Brzeziński zich inzette voor de campagne van McCain. Hun dochter Mika Brzeziński is televisiejournalist en presentator bij de nieuwszender MSNBC.